# Xanil (Río Shumula)
Der Río Xanil, im Unterlauf bei den Wasserfällen Cataratas de Agua Azul auch Río Agua Azul genannt, ist ein ca. 30 km langer Fluss im Flusssystem des Río Grijalva. Der Fluss entspringt im Hochland von Chiapas, durchfließt die vermutlich namensgebende Ortschaft Xanil, fließt durch einen Canyon und speist im weiteren Verlauf die Wasserfälle von Agua Azul, bevor er schließlich in den Río Shumula mündet.
Der Fluss dient als Badegewässer im Bereich der Ortschaft Xanil bzw. im Unterlauf bei den bekannten Wasserfällen von Agua Azul. Des Weiteren ist das Befahren mittels Kajak möglich.
Im Jahr 2017 wurde durch eine neue Stromeindeichung der Durchfluss stark reduziert, wodurch auch das Ökosystem des Stroms gefährdet ist.

## Galerie

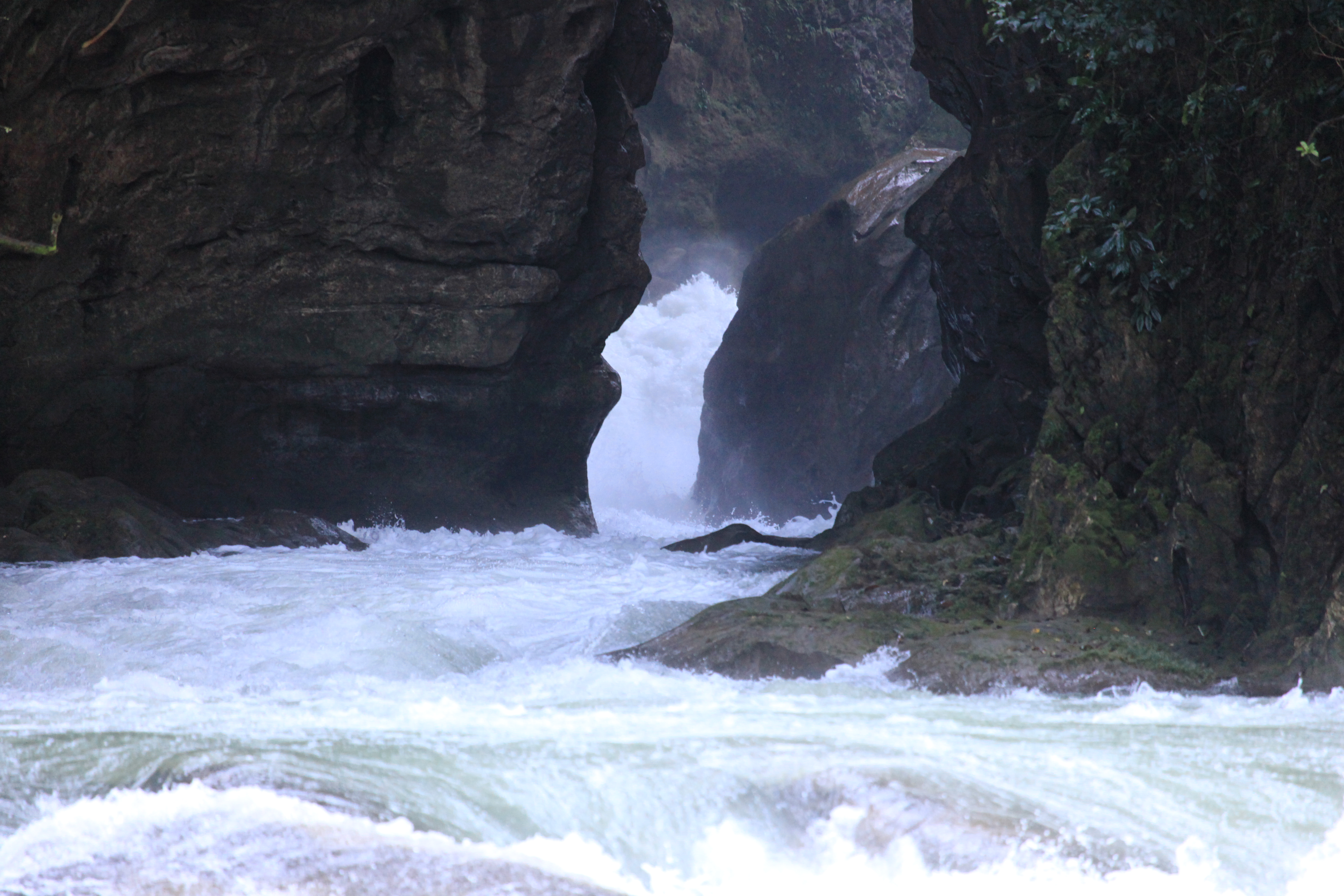
Ausgang des Canyons namens La Boquilla